# Un prêtre à marier
Pour plus de détails, voir Fiche technique et Distribution.
Un prêtre à marier (Il prete sposato) est une comédie érotique franco-italienne réalisée par Marco Vicario et sortie en 1970.

## Synopsis
Un jeune prêtre sicilien qui s'est installé à Rome entre en contact avec la haute société et reçoit constamment des sollicitations sexuelles. Il tombe alors amoureux d'une prostituée et demande à ses supérieurs la permission de l'épouser tout en restant prêtre. Mais elle comprend que pour lui la mission sacerdotale est essentielle et elle se résout à le laisser tranquille.

## Fiche technique
Sauf indication contraire, les informations mentionnées dans cette section peuvent être confirmées par la base de données cinématographiques Unifrance,  présente dans la section « Liens externes ».
- Titre original : Il prete sposato[1],[2]
- Titre français : Un prêtre à marier[3]
- Réalisateur : Marco Vicario
- Scénario : Marco Vicario
- Photographie : Alessandro D'Eva (it)
- Montage : Nino Baragli
- Musique : Armando Trovajoli
- Son : Mario Bramonti, Franco Bassi
- Décors : Flavio Mogherini
- Costumes : Simonetta Sabatini
- Production : Marco Vicario, Yves Ciampi, Raymond Froment, Georges Roitfeld, François Chavane
- Société de production : Atlantica Cinematografica, Telcia Films, Terra Film, Optimax Films, Les Productions Jacques Roitfeld
- Pays de production :  France •  Italie[3]
- Langue de tournage : italien
- Format : Couleur par Eastmancolor - 1,85:1 - Son mono - 35 mm
- Durée : 98 minutes (1 h 38)
- Genre : Comédie érotique italienne
- Dates de sortie :
  - Italie : 30 octobre 1970 (Milan)
  - France : 5 mars 1971[3]

## Distribution
- Rossana Podesta : Silvia
- Lando Buzzanca : Don Salvatore
- Salvo Randone : don Clemente
- Enrico Maria Salerno : don Calogero
- Barbara Bouchet : Signora Marchio
- Magali Noël : signora Bellini
- Luciano Salce : Monseigneur Torelli
- Silvia Dionisio : Liliana Bellini
- Mariangela Melato : prostituée
- Wendy D'Olive : prostituée
- Pietro De Vico
- Isabella Savona
- Emilio Bonucci
- José Cruz
- Karin Schubert : blonde à vélo
- Katerina Lindfelt
- Patrizia Gori